# 祖約
祖約（3世紀—330年），字士少，范阳郡遒县（今河北省保定市涞水县）人，東晉官員和將領，名將祖逖之弟。在祖逖死後接掌其部眾和豫州刺史職位，但不僅不能延續兄長北伐事業，更無法抵抗後趙君主石勒的進攻，失去早前祖逖北伐所收復的失地。祖約後來亦與蘇峻聯手發動蘇峻之亂，但期間先被後趙軍擊敗，後又被起義勤王的東晉討伐軍所攻，被逼投奔後趙。最終被殺。

## 生平
早年獲舉孝廉，並任成皐縣令。後在永嘉之亂後隨祖逖渡江，司馬睿後引為掾屬，後轉從事中郎，典選舉事。後來祖逖北伐有成果，收復豫州大量失土，祖約亦漸見重用，後升遷至侍中。太興三年（321年），祖逖病死，祖約代為平西將軍、豫州刺史，接掌兄長的部眾。但祖約無安撫控制手下的才能，部下士卒都不依附他。
永昌元年（322年），王敦起兵以討劉隗等人為名進攻建康，東晉陷入內亂。同年後趙石勒乘祖逖已死而南侵，並圍困譙，祖約不能抵抗，朝廷亦無暇北顧，唯有退守壽春，豫州地區因而大亂，被石勒所侵佔。太寧二年（324年），王敦再度舉兵，祖約支持朝廷，驅逐王敦指任的淮南太守任台。亂事平定後，祖約因功封五等侯，進號鎮西將軍，屯駐壽春，防衛北方後趙的進攻。
次年，晉明帝死，遺詔中書令庾亮與王導、尚書令卞壼和車騎將軍郗鑒等人輔政。祖約自以名氣和資歷不比郗鑒和卞壼低，但都沒有獲輔政，於是認為是庾亮修改遺詔。同時上表請求的多數都不獲准許，祖約於是對庾亮為首的東晉朝廷十分怨恨。咸和元年（326年），後趙石聰進攻壽春，祖約多次上表求救，但朝廷都沒有出兵支援。及至石聰因而在逡遒和阜陵殺掠五千多人，令建康人心大為震動才備戰。歷陽內史蘇峻派部將韓晃擊退石聰後，朝廷又議論修築涂塘以防禦北方。祖約見此，認為是被放棄了，於是十分憤恨。後更向派往安撫的蔡謨非議朝政。
次年，庾亮徵蘇峻為大司農，蘇峻不應命，並請祖約聯合以討伐庾亮為名起兵。祖約因為怨恨已久，得知蘇峻的邀請後十分高興，於是派侄兒祖渙和祖渙女婿淮南太守許柳領兵與蘇峻會合。次年蘇峻攻陷建康，執掌朝政，祖約亦獲任命為侍中、太尉、尚書令。及後穎川人陳光率眾攻祖約，祖約僅以一名長得像他的部下才得以脫身。陳光後來投奔後趙，而祖約一眾部將亦與石勒勾結，作為內應背叛祖約，於是在同年，石勒派石聰進攻時祖約軍潰敗，唯有逃到歷陽，石聰等則擄掠二萬多戶壽春人北歸。咸和四年（329年），征北大將軍陶侃領導的討伐軍擊敗了接管蘇峻軍隊的蘇逸，大致平定了叛亂，同時趙胤亦派甘苗進攻歷陽，祖約因畏懼而乘夜領左右數百人逃亡到後趙，將領牽騰則率眾獻城投降。
祖約到後趙後，石勒因看不起他的為人而久久沒有接見。咸和五年（330年），程遐向石勒上言，認為後趙現在大致安定，應向世人辨明叛逆和忠順，以祖約身為叛臣，且讓賓客奪佔鄉人田地，令地主多有怨言為由，建議殺害祖約，石勒於是請他和祖氏家人一同與他見面。但在當天石勒卻以病不見，改讓程遐會請祖約。祖約自知大難臨頭，於是飲酒至醉。及後祖氏一族一百多人全都在市集被殺，妻妾等則分配給一眾胡人。祖逖十歲的庶子祖道重原應被殺，但因左衛將軍王安曾受祖逖恩德，出手相救而逃過一劫，並在後趙亡後回東晉。

## 延伸阅读
[在维基数据编辑]
 《晉書·卷100》，出自房玄齡《晉書》